# Solaris (operativsystem)

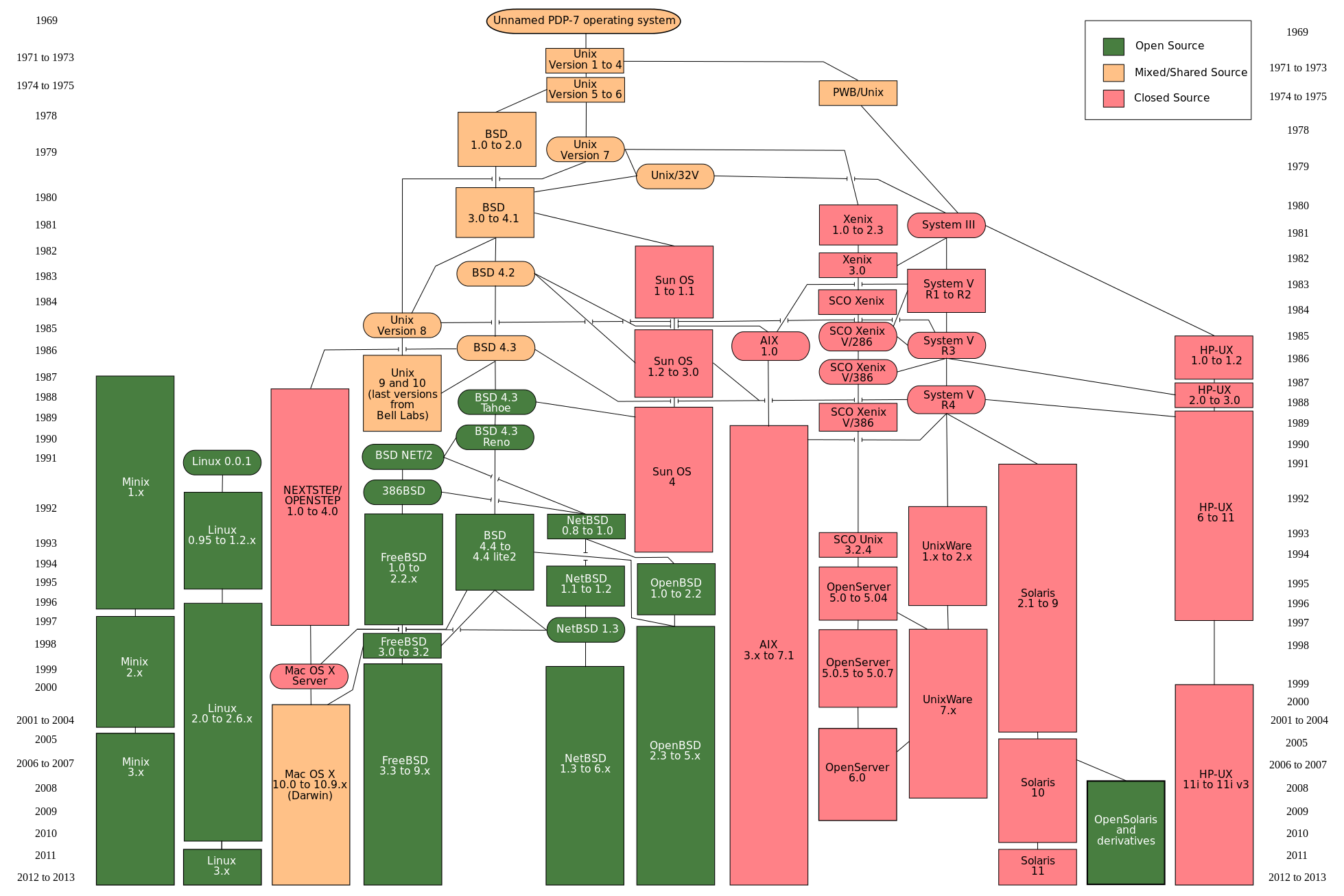
Utvecklingen av Unix-liknande operativsystem.

Solaris är Sun Microsystems, sedermera Oracles Unix-implementation.
Operativsystemet används framför allt på Suns egen SPARC-plattform, men finns även för Intels x86 samt AMD64 där det vinner allt större popularitet. Det fanns planer på stöd för Itanium, men dessa är nu nedlagda. En version för PowerPC togs också fram vilken nu hanteras som ett projekt inom Opensolaris. Tillsammans med AIX och HP-UX hör Solaris till de mest använda (kommersiella) Unix-versionerna.
Solaris hette från början SunOS, vilket fortfarande är det namn som används om operativsystemskärnan. De första versionerna var baserade på BSD, men när man i och med SunOS 5.0 gick över till UNIX System V gavs hela operativsystemsmiljön namnet Solaris 2.0 (SunOS 4.x kallas ibland Solaris 1.x). I början var det många som inte ville gå över till Solaris eftersom det ansågs vara mindre stabilt än SunOS 4. Ännu vid Solaris 2.4 var det många som inte hade bytt.[källa behövs]
SunOS 5.1 motsvarar Solaris 2.1 och så vidare, förutom att versionerna efter Solaris 2.6 rätt och slätt numreras 7, 8, 9 resp. 10. Från 15 juni 2005 finns en öppen version av Solaris, Opensolaris, tillgänglig.